# Milano-Vignola 1985
La Milano-Vignola 1985, trentatreesima edizione della corsa, si svolse il 15 agosto 1985 per un percorso totale di 215,5 km, con partenza da Parma ed arrivo a Vignola. La vittoria fu appannaggio dell'italiano Emanuele Bombini, il quale completò la gara in 5h18'00", alla media di 40,660 km/h, precedendo i connazionali Marino Amadori e Stefano Colagè.

## Ordine d'arrivo (Top 10)
| Pos. | Corridore         | Squadra      | Tempo    |
| ---- | ----------------- | ------------ | -------- |
| 1    | Emanuele Bombini  | Del Tongo    | 5h18'00" |
| 2    | Marino Amadori    | Alpilatte    | s.t.     |
| 3    | Stefano Colagè    | Dromedario   | s.t.     |
| 4    | Jens Veggerby     | Maggi Mobili | s.t.     |
| 5    | Bruno Leali       | Carrera      | s.t.     |
| 6    | Davide Cassani    | Santini      | a 5"     |
| 7    | Moreno Argentin   | Sammontana   | s.t.     |
| 8    | Tullio Cortinovis | Murella      | s.t.     |
| 9    | Luciano Loro      | Del Tongo    | s.t.     |
| 10   | Alessandro Pozzi  | Ariostea     | s.t.     |